# Maria Sorvillo
Maria Sorvillo (Aversa, 10 marzo 1982) è una giocatrice di calcio a 5 ed ex calciatrice italiana, dell'Olimpus.
Pluricampionessa nel calcio a 11, di ruolo difensore, in carriera ha conquistato cinque scudetti, quattro Coppe Italia e cinque Supercoppe italiane. Vanta, inoltre, 2 presenze nella nazionale italiana.

## Carriera

### Calcio a 11

#### Club
Dopo aver praticato diversi sport in età giovanile, si dedica al calcio giocando nelle giovanili della Roma. Dopo due anni passa alla Lazio, squadra con cui, dopo aver conquistato uno scudetto under 18, fa il suo esordio in Serie A, massimo livello del campionato italiano, dalla stagione 1997-1998. Con i colori biancocelesti vince uno scudetto nella stagione 2001-2002, oltre a due Coppe Italia e due Supercoppe italiane.
Dopo 7 stagioni alla Lazio, nell'estate 2004 passa al Torino, società con la quale rimane un solo campionato, contribuendo al raggiungimento del 3º posto in Serie A prima di congedarsi.
Durante il calciomercato estivo 2005 trova un accordo con il Monti del Matese Bojano per affrontare, sempre in Serie A, la stagione 2005-2006. Con la squadra molisana ottiene l'ottavo posto in classifica e la salvezza, tuttavia la società non riesca ad iscriversi al campionato successivo svincolando le proprie atlete.
Nell'estate 2006 si trasferisce al Bardolino, società veneta di vertice che nella stagione precedente ha conquistato Coppa Italia e Supercoppa, per affrontare il campionato 2006-2007. Con la maglia gialloblu al primo anno conquista il titolo di Campione d'Italia, il secondo per la società, la Coppa Italia, anche in questo caso il secondo per la società, e gioca, perdendola nei confronti del Fiammamonza, la Supercoppa italiana.
Sorvillo debutta in UEFA Women's Champions League il 9 agosto 2007 in una vittoria 16-0 sulle maltesi del Birkirkara.
Nei tre anni della società veneta conquista complessivamente 3 scudetti, 2 Coppe Italia e 2 Supercoppe prima di congedarsi con un tabellino personale di 62 presenze in campionato.
Durante il calciomercato estivo 2009 si accasa alla Torres, squadra con cui conquista il quinto scudetto della carriera.
Dal 2010 al 2012 veste la maglia del Graphistudio Tavagnacco.
Al 2011 vanta oltre 100 presenze in serie A.

#### Nazionale
Con la nazionale italiana Under-18 ha conquistato anche un terzo posto agli Europei di categoria del 1999.
Successivamente viene convocata nella nazionale maggiore.

### Calcio a 5
Nell'estate 2012 decide di cambiare specialità sportiva, passando al calcio a 5 femminile e sottoscrivendo un contratto con l'Olimpus.

## Statistiche

### Cronologia presenze e reti in nazionale
| Cronologia completa delle presenze e delle reti in nazionale ― Italia | Cronologia completa delle presenze e delle reti in nazionale ― Italia | Cronologia completa delle presenze e delle reti in nazionale ― Italia | Cronologia completa delle presenze e delle reti in nazionale ― Italia | Cronologia completa delle presenze e delle reti in nazionale ― Italia | Cronologia completa delle presenze e delle reti in nazionale ― Italia | Cronologia completa delle presenze e delle reti in nazionale ― Italia | Cronologia completa delle presenze e delle reti in nazionale ― Italia |
| Data                                                                  | Città                                                                 | In casa                                                               | Risultato                                                             | Ospiti                                                                | Competizione                                                          | Reti                                                                  | Note                                                                  |
| --------------------------------------------------------------------- | --------------------------------------------------------------------- | --------------------------------------------------------------------- | --------------------------------------------------------------------- | --------------------------------------------------------------------- | --------------------------------------------------------------------- | --------------------------------------------------------------------- | --------------------------------------------------------------------- |
| 7-7-2000                                                              | New York                                                              | Stati Uniti                                                           | 4 – 1                                                                 | Italia                                                                | Amichevole                                                            | -                                                                     | 65’                                                                   |
| 22-1-2003                                                             | Roma                                                                  | Italia                                                                | 4 – 1                                                                 | Scozia                                                                | Amichevole                                                            | -                                                                     | 85’                                                                   |
| Totale                                                                |                                                                       | Presenze                                                              | 75                                                                    |                                                                       | Reti                                                                  | 1                                                                     |                                                                       |

## Palmarès

### Calcio a 11

#### Club
- Campionato italiano: 5

Lazio: 2001-2002
Bardolino:  2006-2007, 2007-2008, 2008-2009
Torres: 2009-2010
- Coppa Italia: 4

Lazio: 1998-1999, 2002-2003
Bardolino: 2005-2006, 2006-2007
- Supercoppa italiana: 3

Bardolino: 2007, 2008
Torres: 2009
- Scudetto Under-18

Lazio
- Italy Women's Cup

Lazio: 2003

### Calcio a 5
- Serie A Élite (calcio a 5 femminile): 1

Olimpus: 2016-2017